# Virginia Luque
Violeta Mabel Domínguez, más conocida por su nombre artístico Virginia Luque (Buenos Aires, 4 de octubre de 1927-ibídem, 3 de junio de 2014), fue una actriz y cantante argentina de tango. Se la conoció como «La estrella de Buenos Aires» por su gran trayectoria como actriz en radio, cine, teatro y televisión y también por haber realizado numerosas grabaciones.

## Primeros años
Sus padres (su madre se llamaba María Emilia) vivían en la calle Laprida (actualmente llamada Agüero) 742 del barrio de Abasto. Su padre trabajaba en la sastrería Casa Muñoz y ella nació en la maternidad del Hospital Rivadavia de Buenos Aires. Sus hermanos era: José María Domínguez dedicado al comercio, la acompañó en uno de sus viajes a Japón, Rocío Domínguez Morillo profesora de historia de arte a cargo por muchos años de la cátedra en la Escuela Nacional de Bellas Artes Manuel Belgrano, y escritora; y  la cantante Magalí Dresel. En el colegio era la típica chica que recitaba los poemas y ya decía que quería ser artista. Cursó la primaria la escuela 25 hasta el año 1940 en el barrio de Liniers Uno de los hermanos Muñoz (los propietarios de la sastrería) le comentó al padre sobre un amigo necesitaba una nena para actuar en una obra en el Teatro Liceo, y allí la futura Virginia Luque comenzó su carrera artística.

## Carrera artística
Trabajó muy joven en teatro con Francisco Canaro (La canción de los barrios, 1946) y debutó en cine en 1943 dirigida por Francisco Mugica en La guerra la gano yo, donde actuaba Pepe Arias a la que seguirían Se rematan ilusiones (1944), Allá en el setenta y tantos... (1945), El tercer huésped (1946), El hombre del sábado (1947), Un tropezón cualquiera da en la vida (1949), con Alberto Castillo, Don Juan Tenorio (1949) y La historia del tango (1949) en la cual dirigida por Manuel Romero tuvo su primer papel protagónico. Con el mismo director actuó en "Arriba el telón" (1951), junto a Juan Carlos Mareco "Pinocho" y las cancionistas Sofía Bozán y Jovita Luna. En 1950 fue vicepresidente de la primera comisión directiva del Ateneo Cultural Eva Perón pero renunció a los pocos días.
Su filmografía incluye unas treinta películas, muchas de ellas en el exterior. Las últimas fueron una participación especial en Los chicos crecen (1974), con Luis Sandrini y otra en el Café de los maestros (2008).
Estudió canto con Julián Viñas, que hizo de su voz pequeña, una voz bien timbrada. Inicialmente Virginia Luque cantaba piezas de diversos géneros: tango, bolero, español e incluso protagonizó la película Del cuplé al tango en la que interpretaba esos dos géneros. Ella misma cuenta cómo cambió:

"Pero en una audición la conocí a Azucena Maizani. Yo estaba ensayando esa melange que me gustaba hacer. Hasta que Azucena me preguntó: Muchacha... ¿por qué cantás de todo? Yo era bastante atrevida y le dije: ¡Si el maestro de todos nosotros, Gardel, canta de todo!. Nada, ella me ordenó: ¡Cantá tango! También me apoyó para que me vistiera de compadrito."

Lucía en los filmes como una joven morocha simpática y vivaz, lejos de toda competencia con las sofisticadas estrellas de aquel momento y de la imagen más madura y seductora que luego mostró la televisión. A este último medio llegó en los años sesenta, en la época del auge de los programas musicales, y actuó en el Show de Antonio Prieto, en Tropicana Club, en La familia Gesa y durante varias temporadas en Grandes Valores del Tango, entre otros programas.
En 1985 actuó para televisión en la telenovela Libertad condicionada. En 1987 hizo una gira por Japón con gran éxito y ese mismo año actuó en Tango en el Bauen con Jorge Sobral y Amelita Baltar. En 1988 hizo en Argentina el espectáculo Tomodachi (Amigos), en el que estrenó el tango Fujiyama, escrito por Cátulo Castillo sobre música de Aníbal Troilo.
En 1990 viajó nuevamente a Japón contratada PR la Televisora Channel 5 de Nagoya y la Chubbu Nippon Corporation (esta vez la acompañaba su hija María Virginia Godoy, adoptada ilegalmente durante su larga relación con el conductor Lionel Godoy). Viajó junto a la Orquesta Símbolo Francisco Canaro dirigida por el bandoneonista Óscar Basil y Jorge Dragone, Virginia Luque encabezando junto a Daniel Cortes (Daniel Cufós 1960-2021) vocalista de Mariano Mores y la pareja de bailarines Víctor Ayos y Mónica Cramer. 

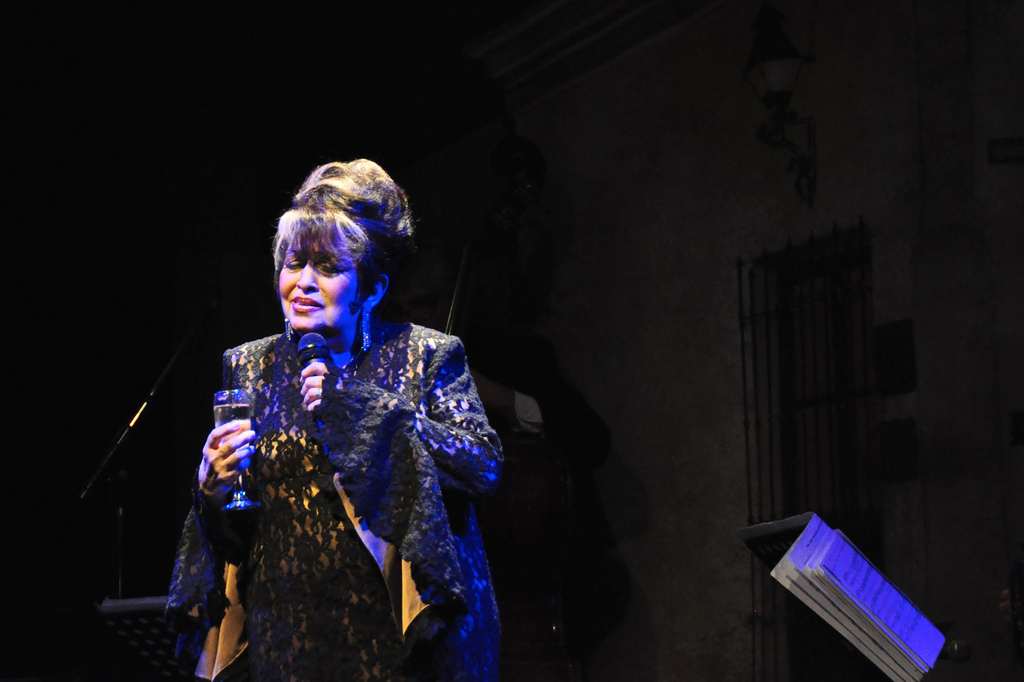
Virginia Luque cantando en El Viejo Almacén en 2009.

Se presentó asiduamente en festivales y teatros así como en las tanguerías más prestigiosas de Buenos Aires, como Casablanca, Michelangelo o El Viejo Almacén.
En 2004 formó parte del proyecto de Café de los maestros participando en la película y en el álbum. Sirve para apreciar la calidad artística que conservaba a los 77 años en que hizo su grabación para este álbum la anécdota que cuenta el director artístico de la obra Gustavo Santaolalla: 

«Virginia vino durante la grabación de ‘La canción de Buenos Aires’, y puso una voz de referencia. Es un tema que está lleno de lo que en términos musicales se llama calderón, que significa que está todo en el aire, no tiene una rítmica fija, hay espacios totalmente abiertos. La orquesta para, entra la voz (canta: “Buenos Aires, cuando lejos te vi”), y en cada una de esas paradas, la orquesta la va siguiendo a ella para volver a entrar. Yo pensé: ‘Cuando venga a poner la voz definitiva, no la va a poder grabar nunca, ¿cómo sabe cuándo tiene que entrar?’. Al otro día viene a poner la voz definitiva, y yo le digo: ‘Mire, Virginia, no se preocupe que hoy en día con la tecnología que tenemos, el Pro Tools y todo eso, si se llega a equivocar, la voz se puede correr y mover’. Ella me miró con una cara como diciendo no me ofendas, y dijo: ‘Lo voy a hacer en una toma’. Y es la toma que hay en el disco. O sea, entró y la clavó. Cuando terminó de cantar, estaba llorando.»

El poeta Julian Centeya le publicó -en forma personal- unos versos titulados Virginia de Buenos Aires.
En octubre de 2011 actuó en el Teatro Enrique Carreras de Mar del Plata, en el marco del ciclo "Milongueando en el 40".
Virginia Luque "fue la única estrella femenina durante la presentación de Café de los maestros en el Colón. Ella -literalmente- se “robó” el escenario con su histrionismo y personalidad, en una interpretación inolvidable de La canción de Buenos Aires.”
En el 2012 sufrió una caída que le provocó una infección en la piel llamada erisipela, enfermedad que costó tratar debido a su alergia a la penicilina. Su médico personal era el famoso Dr. Cahe.
En el 2013 presenció la publicación de su libro biográfico llamado Virginia Luque, la estrella de Buenos Aires.
Su última aparición en la pantalla chica fue el 17 de abril de 2013 en Hechos y protagonistas, un programa conducido por Anabela Ascar en Crónica TV.
Virginia Luque falleció por causas naturales el miércoles 3 de junio de 2014. Sus restos descansan en el Panteón de la Asociación Argentina de Actores del Cementerio de la Chacarita. Tenía 86 años.

## Filmografía
- Café de los maestros (2008) Miguel Kohan
- Los chicos crecen (1976) dir. Enrique Carreras
- Vivir es formidable (1966) dir. Leo Fleider
- Buenas noches, Buenos Aires (1964) Hugo del Carril
- Del cuplé al tango (1959) dir. Julio Saraceni
- La despedida - Que me toquen las golondrinas  (1957) dir. Miguel Morayta Martínez
- Sangre y acero (1956) dir. Lucas Demare
- El patio de la morocha - ¡Arriba el telón! (1951) dir. Manuel Romero
- La vida color de rosa (1951) dir. León Klimovsky
- La balandra Isabel llegó esta tarde - Mariposas negras  (1950) dir. Carlos Hugo Christensen
- La historia del tango (1949) dir. Manuel Romero
- Don Juan Tenorio (1949) dir. Luis César Amadori
- Un tropezón cualquiera da en la vida (1949) dir. Manuel Romero
- El hombre del sábado (1947) dir. Leopoldo Torres Ríos
- El tercer huésped (1946) dir. Eduardo Boneo
- Allá en el setenta y tantos (1945) dir. Francisco Mugica
- Mi novia es un fantasma (1944) dir. Francisco Mugica
- Se rematan ilusiones 1944) dir. Mario C. Lugones
- La guerra la gano yo (1943) dir. Francisco Mugica

En Café de los Maestros y en Mi novia es un fantasma actuó como ella misma.

## Teatro
- Buenas noches Buenos Aires (1963), en el Teatro Astral, con Hugo del Carril, Mariano Mores, Alberto Marcó, Susy Leiva y Juan Verdaguer, Ballet  y coreografía Víctor Ayos.

## Discografía
- 1950: "Esperanza" - CORAVEN (Venezuela)
- 1950 / 52: 7 discos 78rpm - PAMPA (EMI ODEON)
- 1953: 2 discos infantiles 78rpm - PLOMBITO
- 1959: "Del Cuplé al tango" - RCA
- 1962: "Virginia Luque" (EP) - DIMSA
- 1965: "Virginia Luque" (EP) - ALANICKY
- 1966: "Oración Porteña" (Varios Intérpretes) - ALANICKY
- 1968: "La estrella de Buenos Aires" - MICROFON
- 1969: "Interpreta a Discépolo" - MICROFON
- 1970: "Canta a Gardel" - MICROFON
- 1972: "Virginia de Buenos Aires" - MICROFON
- 1973: "Virginia Luque canta a Alfonsina" - MICROFON
- 1977: "Con todo" - EMBASSY
- 1978: "Virginia... Hoy" - RCA
- 1979: "La Mujer y el Tango" (Varias Intérpretes) - MAGENTA
- 1980: "Virginia de Buenos Aires - Homenaje a Francisco Canaro" - RCA
- 1993: "Todavía Puedo" - ALMALI
- 1994: "Virginia Luque" - EPSA MUSIC
- 1995: "20 Súper Éxitos"" - MICROFON
- 1996: "Frente a Frente" - MICROFON
- 1996: "Voces de Mi Ciudad" (Varias Intérpretes) - PAMPA (EMI ODEON)
- 1996: "Los clásicos argentinos - Virginia Luque: La voz dramática - Volumen 20" - EMI ODEON
- 1998: "La Mujer y el Tango" (Varias Intérpretes) - MAGENTA
- 1999: "Virginia Luque" RCA Club - BMG
- 2003: "Balada para un loco" - MAGENTA
- 2005: "Café de Los Maestros" (Varios Intérpretes) - UNIVERSAL

## Premios obtenidos
- Premio Cóndor de Plata 1995 a la trayectoria
- Premio Konex 1995: Cantante Femenina de Tango
- Premio Konex 1985: Cantante Femenina de Tango